# Kostel svatého Petra a Pavla (Žežice)
Římskokatolický farní kostel svatého Petra a Pavla v Žežicích je gotická sakrální stavba stojící v dolní části obce při průjezdní silnici. Od roku 1963 je chráněn jako kulturní památka.

## Historie
Kostel je připomínaný poprvé 1352. Nově byl postaven po skončení husitských válek roku 1470. Roku 1780 byla barokně prodloužena loď a postavena nová věž, přistavěny sakristie a oratoř po stranách presbytáře. Byly také upraveny okna presbytáře. Zachovány gotické články zejména na presbytáři. Po roce 1945 byl v důsledku vysídlení německy mluvícího obyvatelstva opuštěn a zchátral. Opraven byl po roce 1990.

## Architektura
Kostel je jednolodní s polygonálně zakončeným presbytářem se sakristií po jižní straně a oratoří po severní straně. V průčelí se nachází hranolová věž. Okna jsou zakončena polokruhově. Na jednom z nárožních opěráků presbytáře a na severní straně sakristie jsou znaky Lungviců. Na věži je letopočet 1780. Nad její římsou reliéf polopostavy muže v obdélném vpadlém poli.
Presbytář je sklenut dvěma poli křížové žebrové klenby a parsčitě v závěru. Žebra se zde sbíhají na konzoly. Triumfální oblouk je hrotitý. Loď má plochý strop. Kruchta je zděná. Sakristie a oratoř jsou barokní a pocházejí z roku 1780. Jsou sklenuty plackou.

## Zařízení
Vnitřní zařízení většinou novodobé. Z původního zařízení se zachovala renesanční pískovcová křtitelnice s mušlovitou kupou, která je datována do roku 1575. Renesanční náhrobník je z období kolem roku 1600. Údaje na něm jsou však nečitelné.

## Zvony
V západní věži kostela se nacházely nejméně tři zvony, z nichž zde zbyl pouze jediný středověký zvon s obtížně čitelným nápisem. Doložen je zde zvon z r. 1520 od mistra Tomáše z Litoměřic a zvon z r. 1598. V sanktusníku kostela zvon z r. 1925 od Rudolfa Pernera.

## Okolí kostela
Poblíž kostela se nachází fara z roku 1709. Je obdélná a patrová.